# Eliza Parsons
Pour les articles homonymes, voir Parsons.
Eliza Parsons (née Phelp) (Plymouth, 1739 – 5 février 1811) est une femme de lettres britannique, auteur de romans gothiques.

## Œuvres
- The Castle of Wolfenbach (1793) (Le Château de Wolfenbach),
- The Mysterious Warning[1] (1795) (Le Mystérieux Avertissement).
- The Convict, or Navy Lieutenant (Le Forçat, ou Le Lieutenant de marine) (1807, roman)
- The Girl of the Mountains (La Fille des montagnes) (1797, roman)
- Love and Gratitude: or, Traits of the Human Heart (Amour et Gratitude, ou, Traits du cœur humain) ; six romans (1804)
- The Miser and His Family (L'Avare et sa famille) (1800, roman)
- Murray House: 'A Plain Unvarnished Tale'  (Un conte simple et sans fard) (1801)
- The Mysterious Visit (La Mystérieuse Visite) (1802, « un roman, fondé sur des faits »)
- An Old Friend with a New Face (Un vieil ami avec un nouveau visage) (1797, roman)
- The Peasant of Ardenne Forest (Le Paysan de la forêt des Ardennes) (1801, roman)
- The Valley of St. Gotthard (La Vallée du Saint-Gothard) (1799, roman)
- Women as They Are (Les Femmes telles qu'elles sont) (roman)